# 德國吐魯番考察隊
德國吐魯番考察隊是從1902年至1914年間德國沿中國新疆絲綢之路北線進行的四次考古活動。考察由當時德國柏林民族學博物館印度部主任、印度佛教藝術史專家格倫威德爾發起。
四次考察的結果，將成千上萬的繪畫、其他藝術品以及超過40,000個文本的片段運回柏林。第一次考察隊主要由武器製造商克虜伯資助，於1902年前往吐魯番，一年後返回，帶回來46箱文物。德皇威廉二世熱情地與克虜伯一起資助了第二次考察，稱為「普魯士皇家吐魯番考察隊」，於1904年開始，1905年8月結束。第三次考察由德國文化部資助，於1905年12月開始。勒科克率領的第四次考察遇到各種困難，1914年第一次世界大戰爆發後提前結束。
考察隊有許多重要的發現，特別是第二次考察在塔克拉瑪干沙漠周圍的絲綢之路北線上的許多地點，發現了重要的文獻和藝術作品（包括繪有摩尼教主教大型肖像的壯觀壁畫，過去一直被誤認為是該教創始人摩尼的肖像）以及古代高昌附近一座聶斯脫里派教會教堂的遺跡。

## 出土文物下落
考察隊的出土文物最初保存在柏林民族博物館的印度部。第二次世界大戰期間，民族博物館在盟軍的空襲中被轟炸了七次，館藏用水泥黏住不能搬遷的大型壁畫被毀，最好的28幅畫完全被毀壞了。戰爭爆發時，小型文物藏在掩體和煤礦中，在戰爭中倖存下來。1945年蘇聯人來到後，在柏林動物園的掩體內掠奪了至少10箱的藏品，這些文物此後下落不明。其餘的文物於1963年轉移到柏林達勒姆的亞洲藝術博物館，最後收藏在柏林－布蘭登堡科學院和人文學院。

## 文物圖片

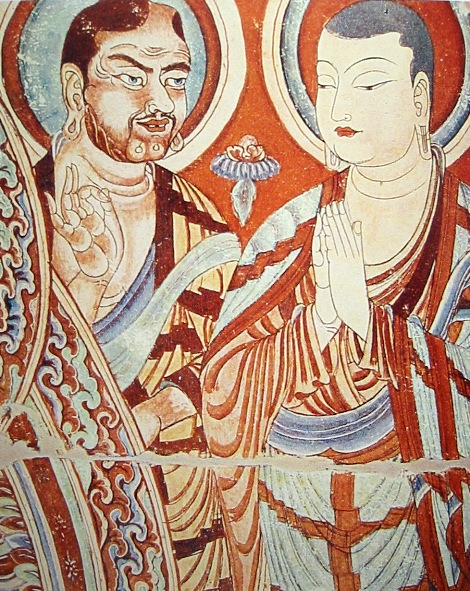
九世紀壁畫。圖中的中亞白人比丘在教導東亞比丘
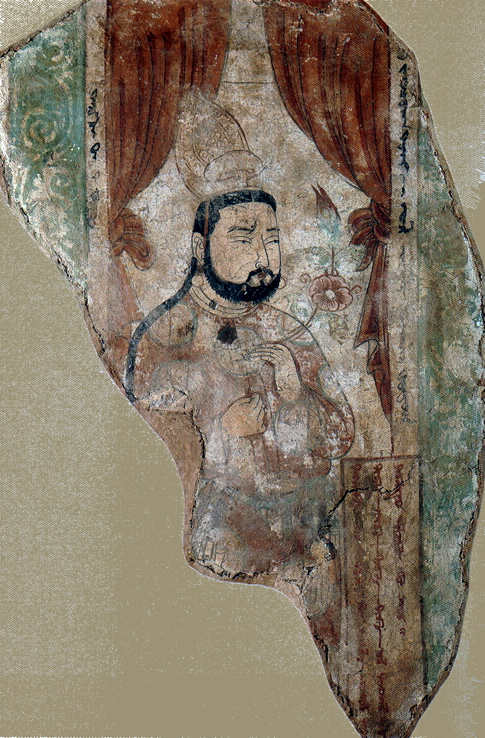
維吾爾族貴族祈禱
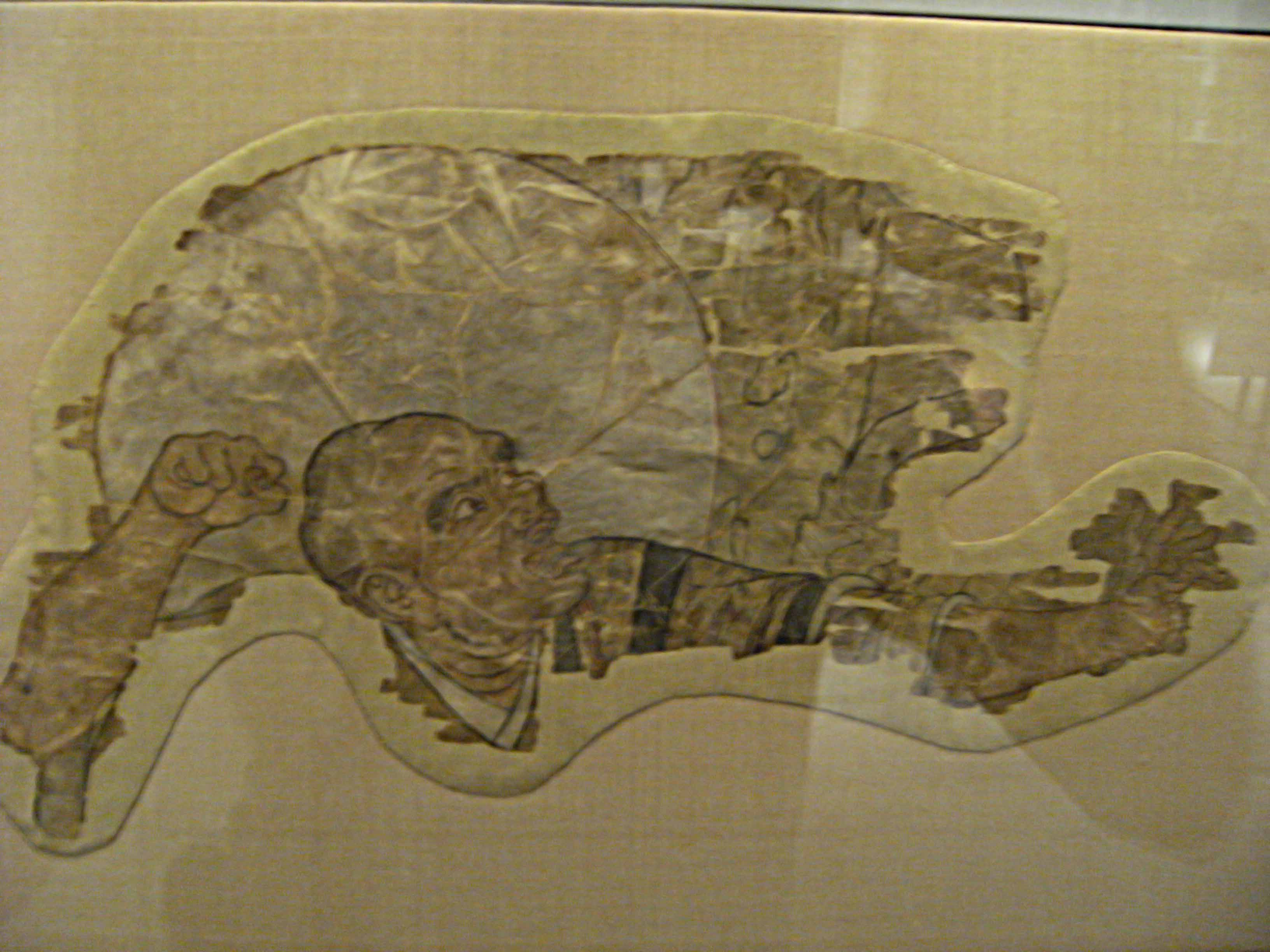
阿羅漢絹畫
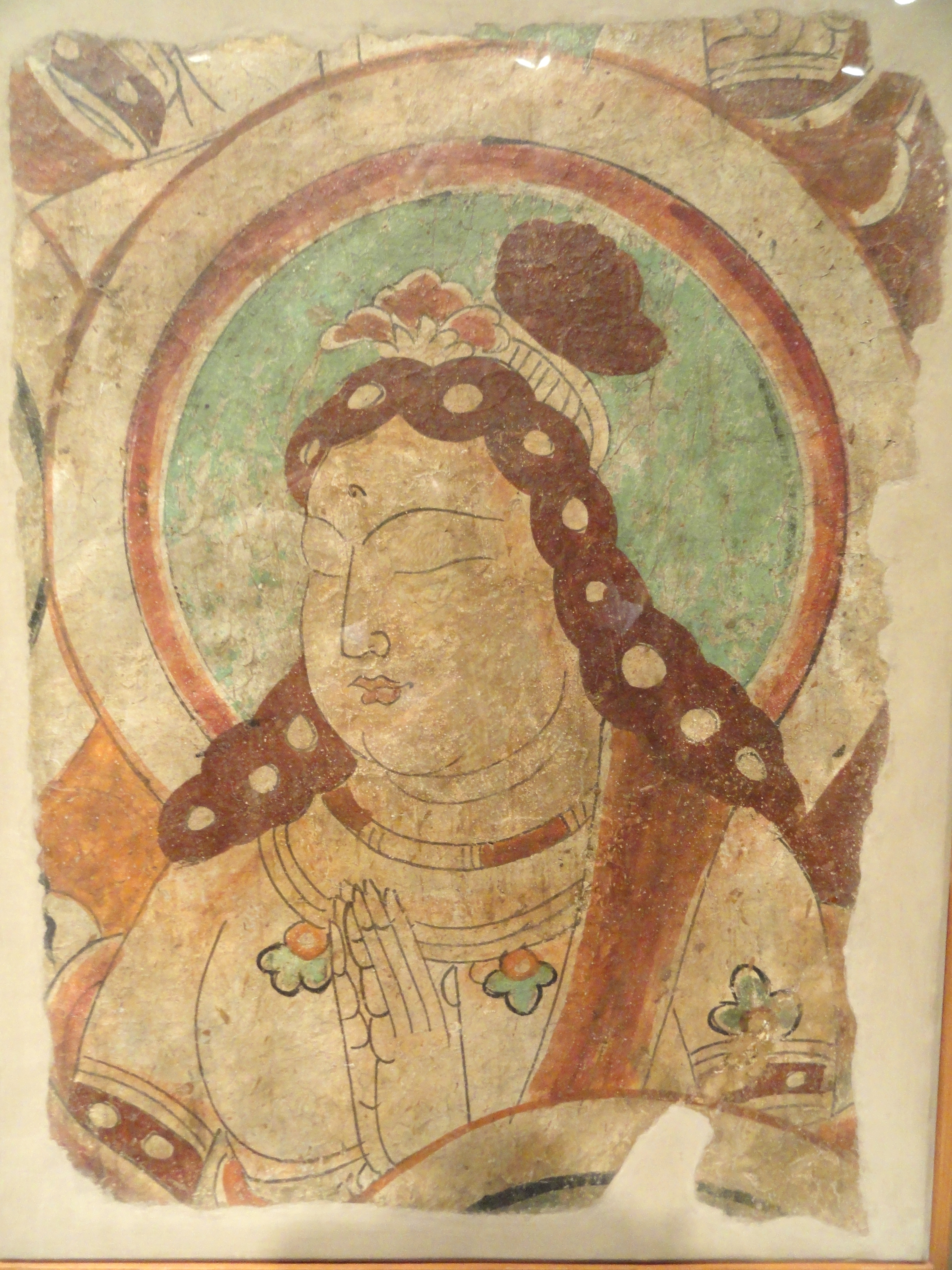
佛教壁畫片段
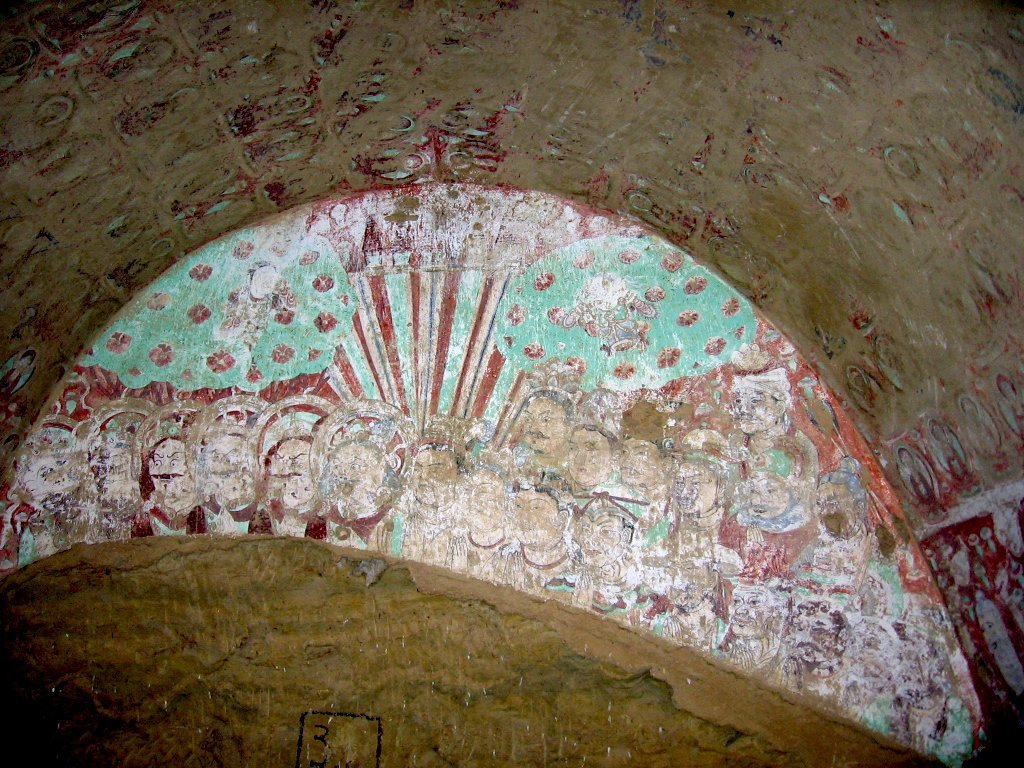
壁畫
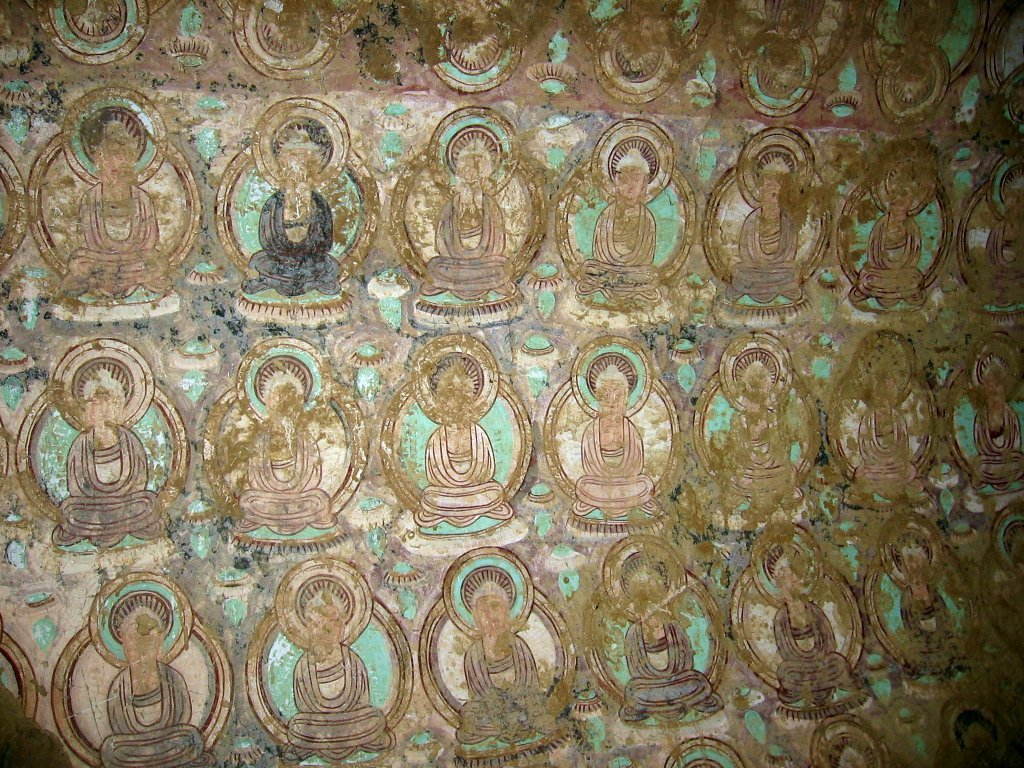
吐魯番的佛像
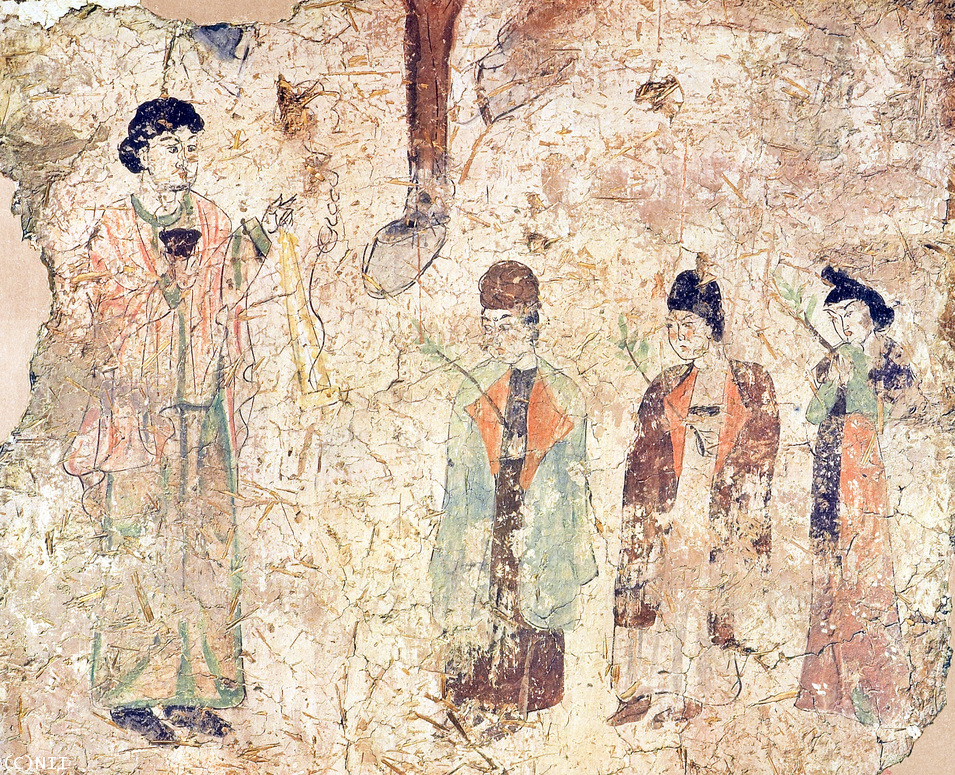
高昌景教寺院壁畫《聖枝圖》
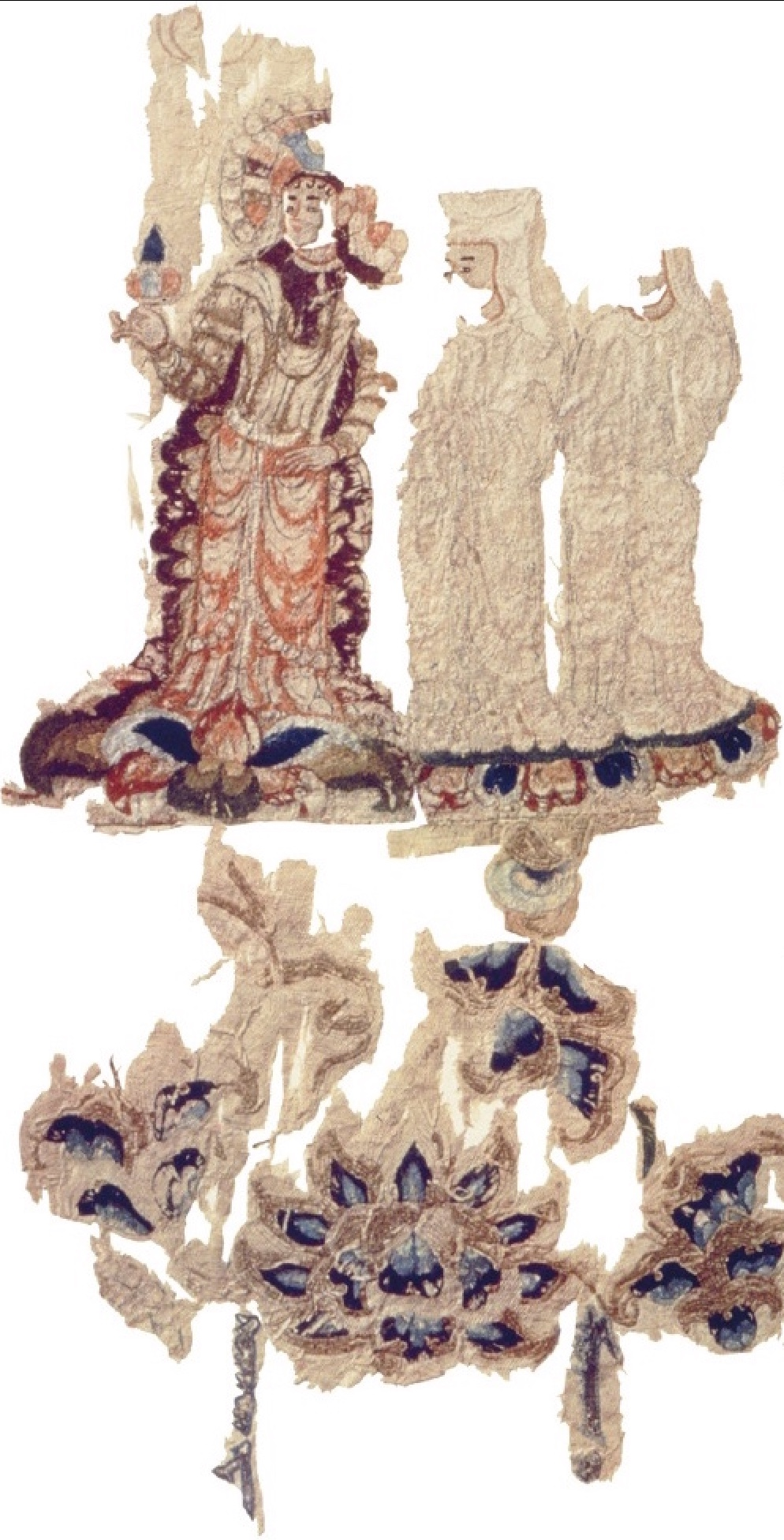
高昌回鶻摩尼教絲綢掛軸殘片「MIK III 6251」
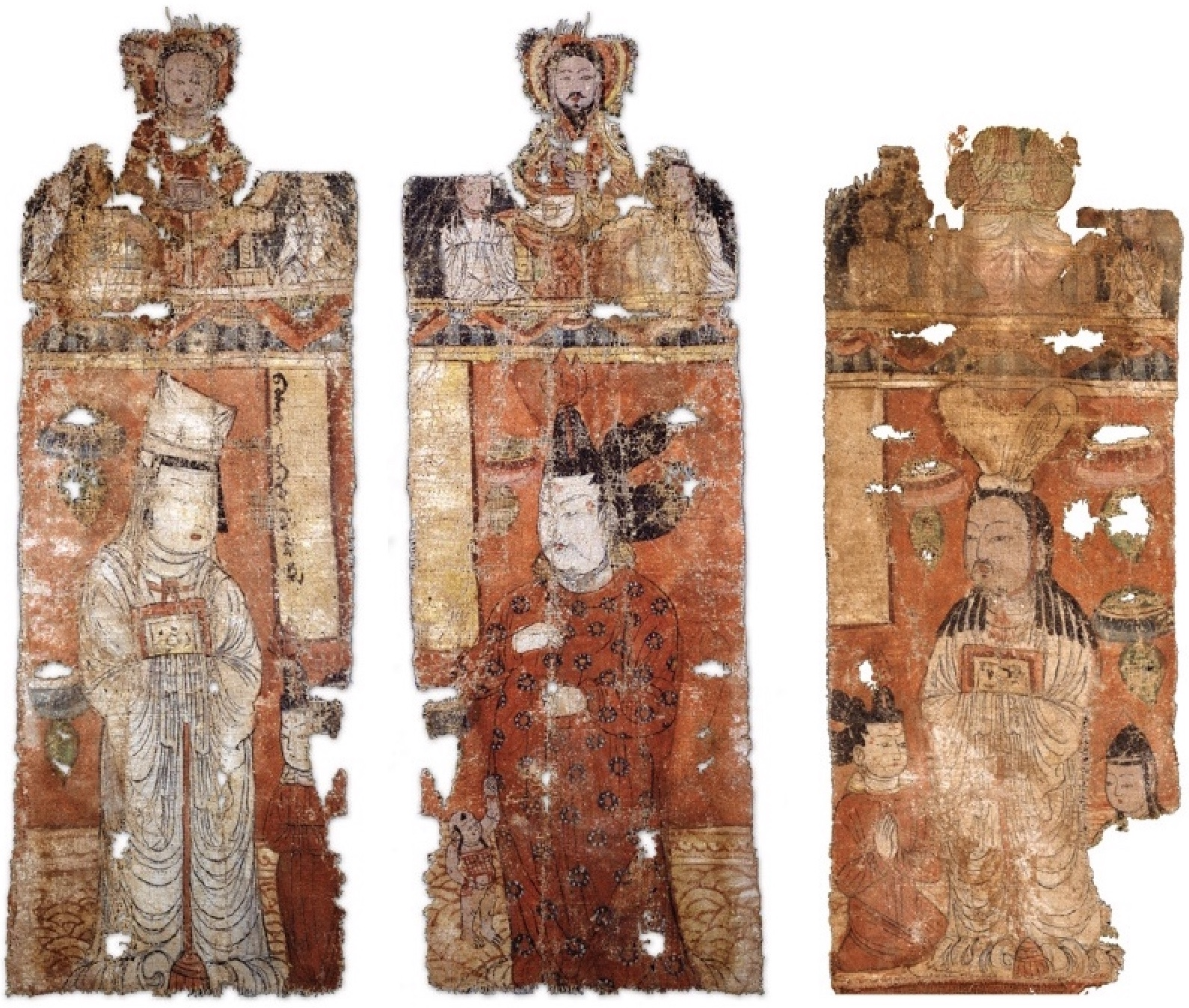
摩尼教繪幡編號「MIK III 6286」和「MIK III 6283」，頂部繪有光明童女、耶穌坐像，下方是摩尼教選民像
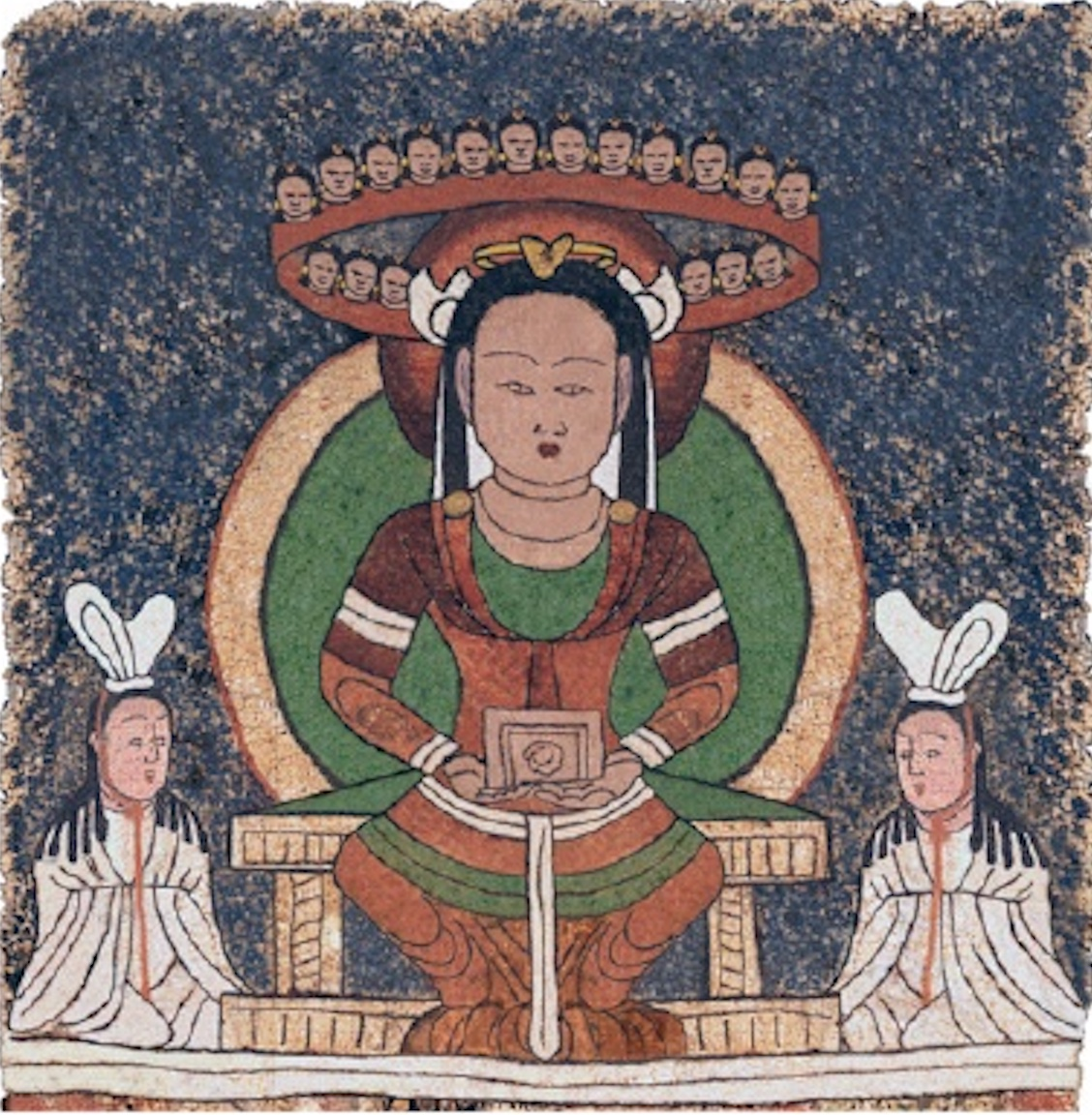
摩尼教繪幡「MIK III 6286」上的光明童女坐像復原圖
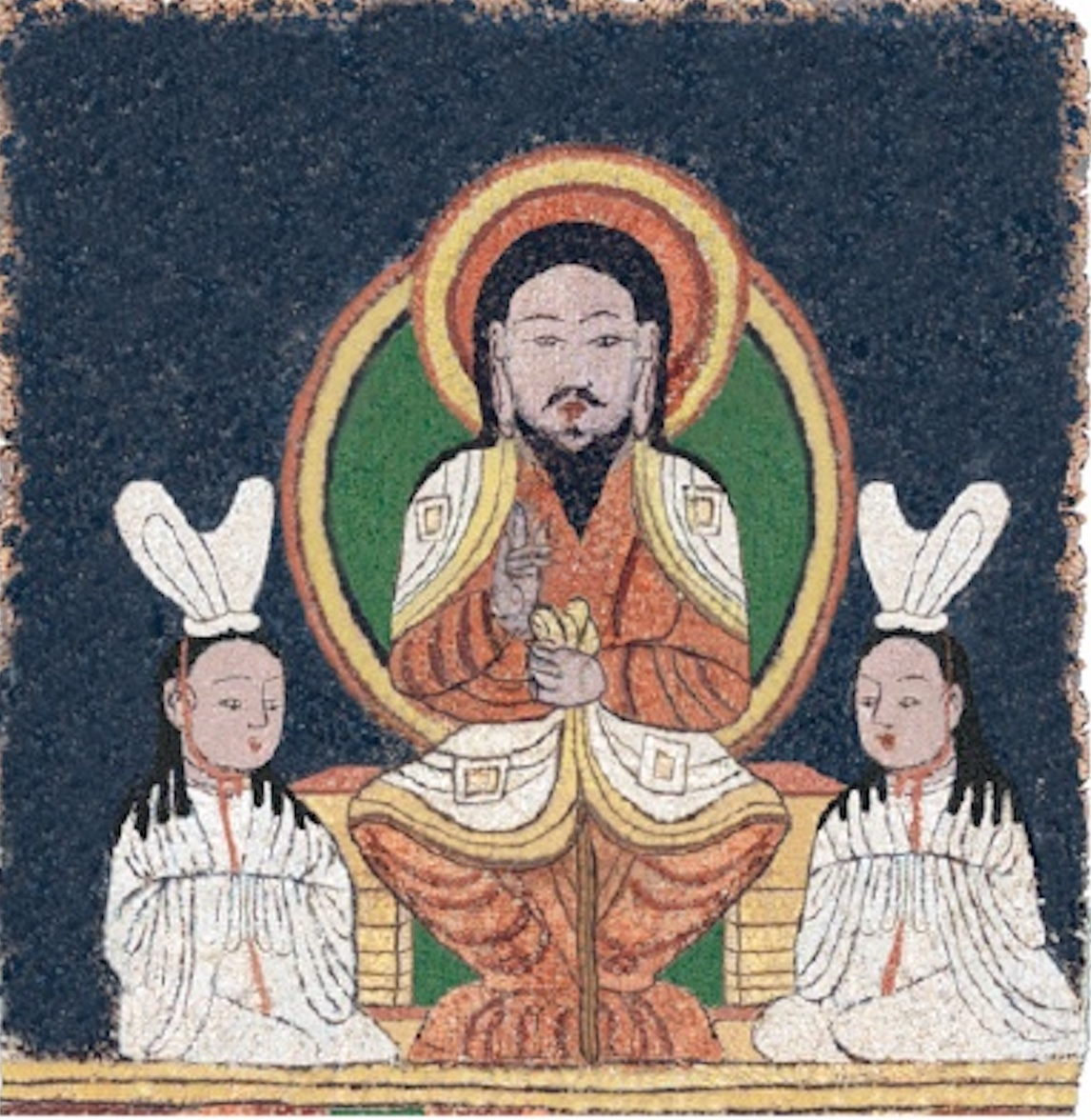
摩尼教繪幡「MIK III 6286」上的耶穌坐像復原圖
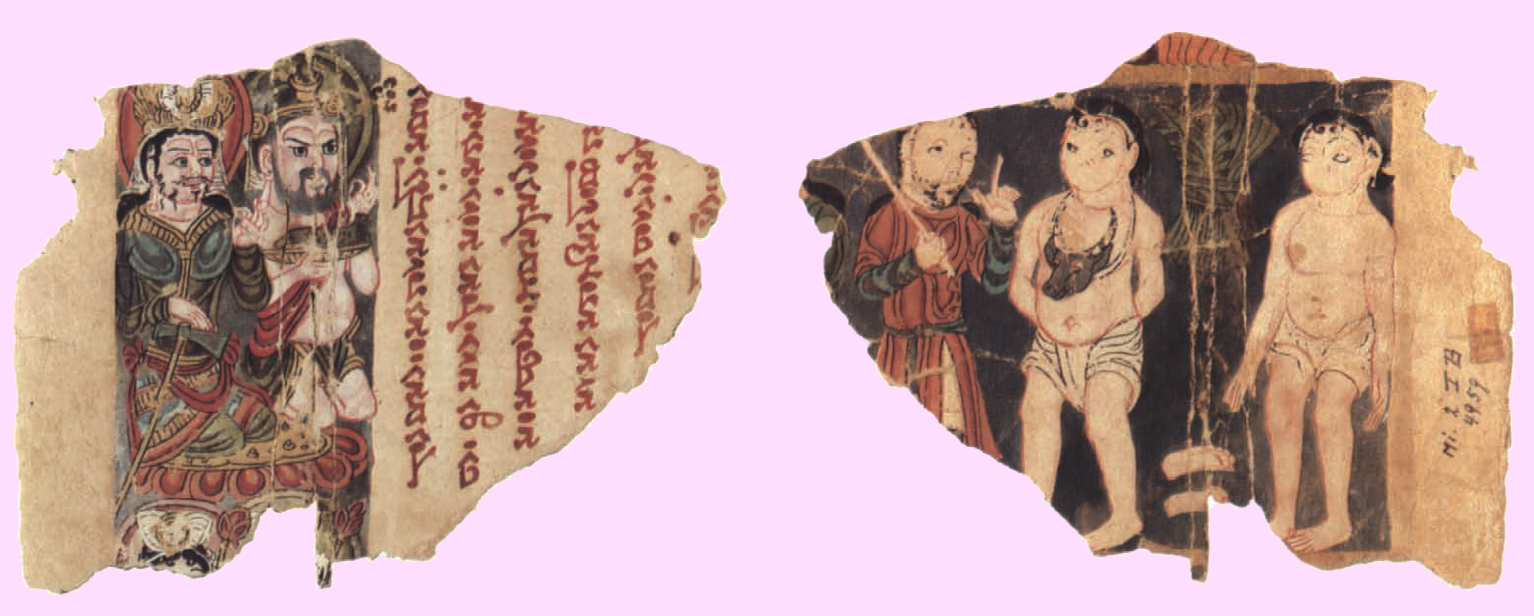
摩尼教抄本殘頁「MIK III 4959」
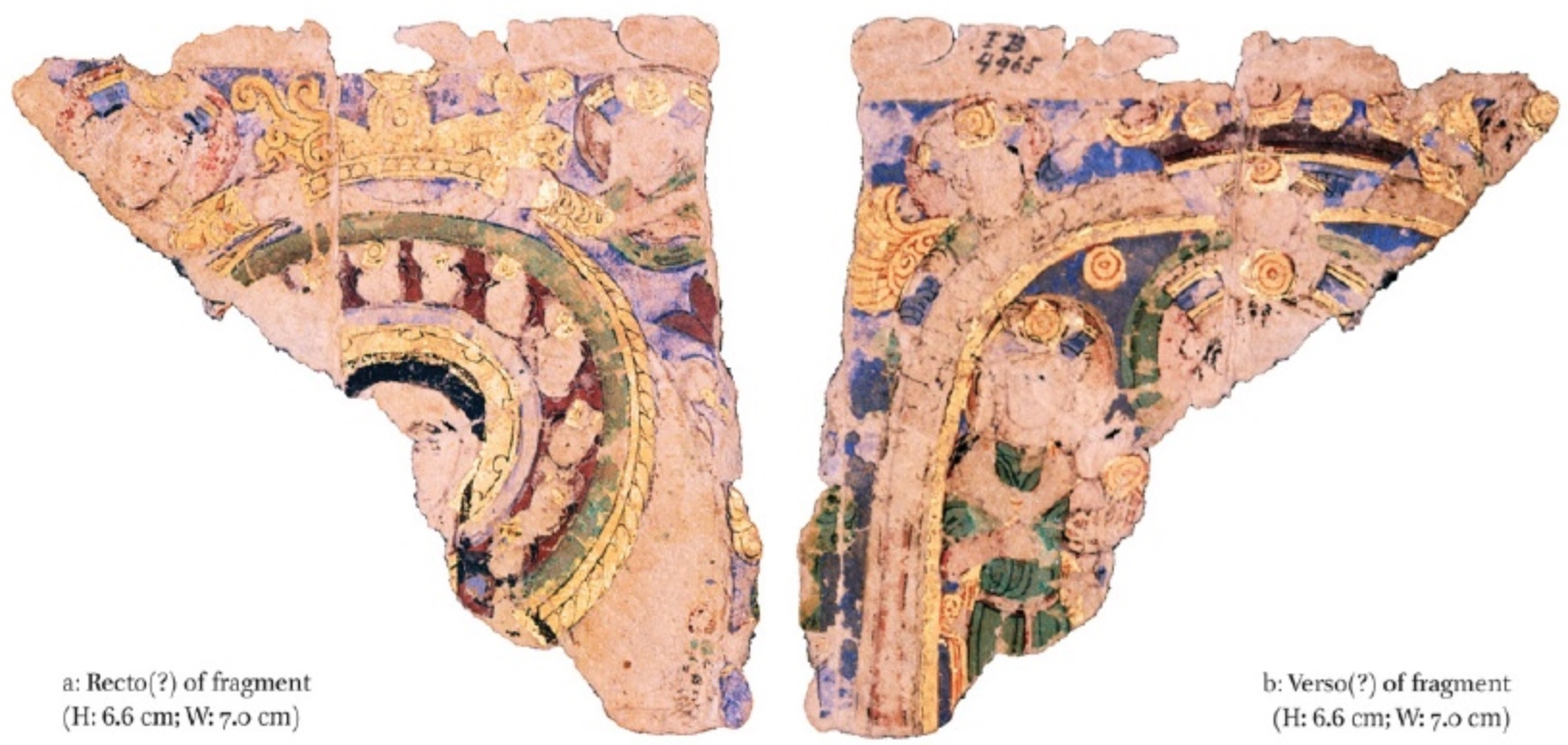
摩尼教抄本殘頁「MIK III 4965」
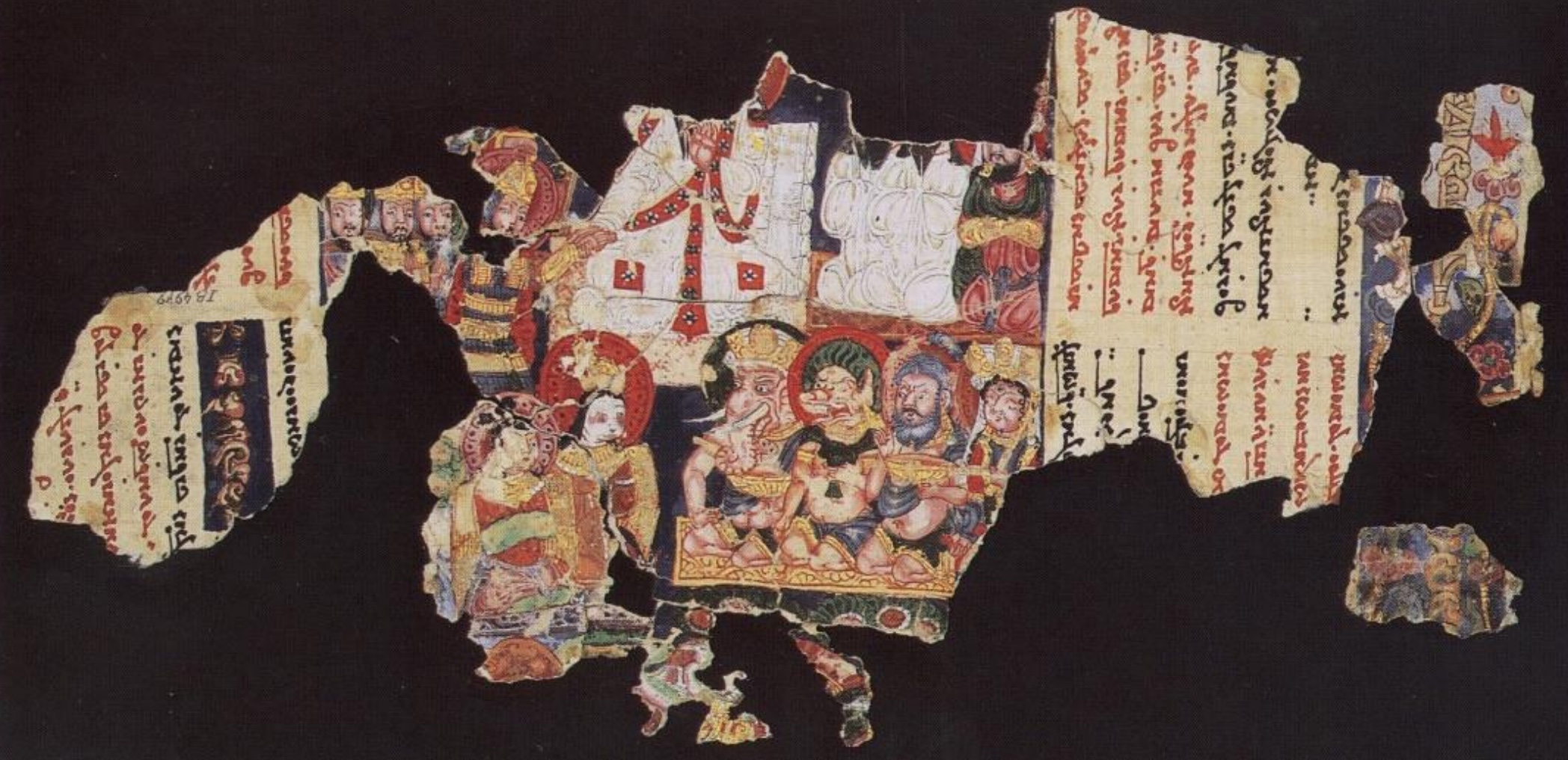
摩尼教抄本殘頁「MIK III 4979」正面
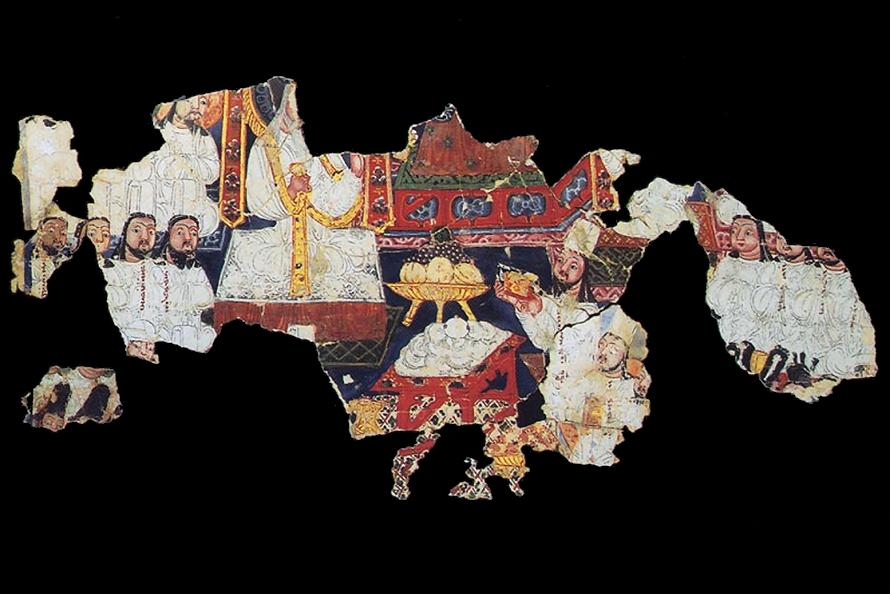
摩尼教抄本殘頁「MIK III 4979」背面
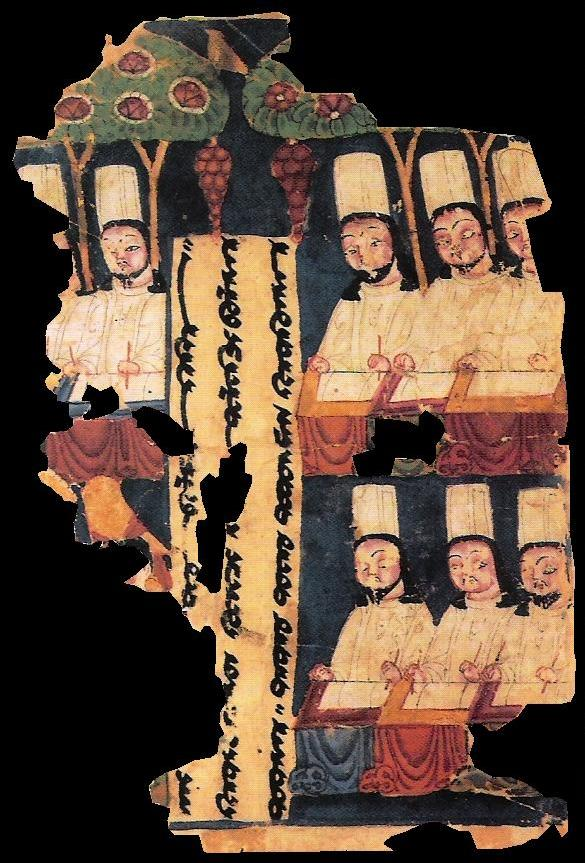
摩尼教抄本殘頁「MIK III 6368」正面
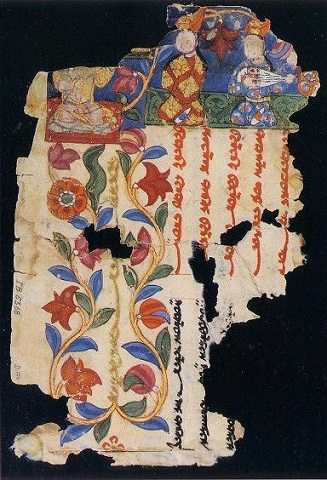
摩尼教抄本殘頁「MIK III 6368」背面
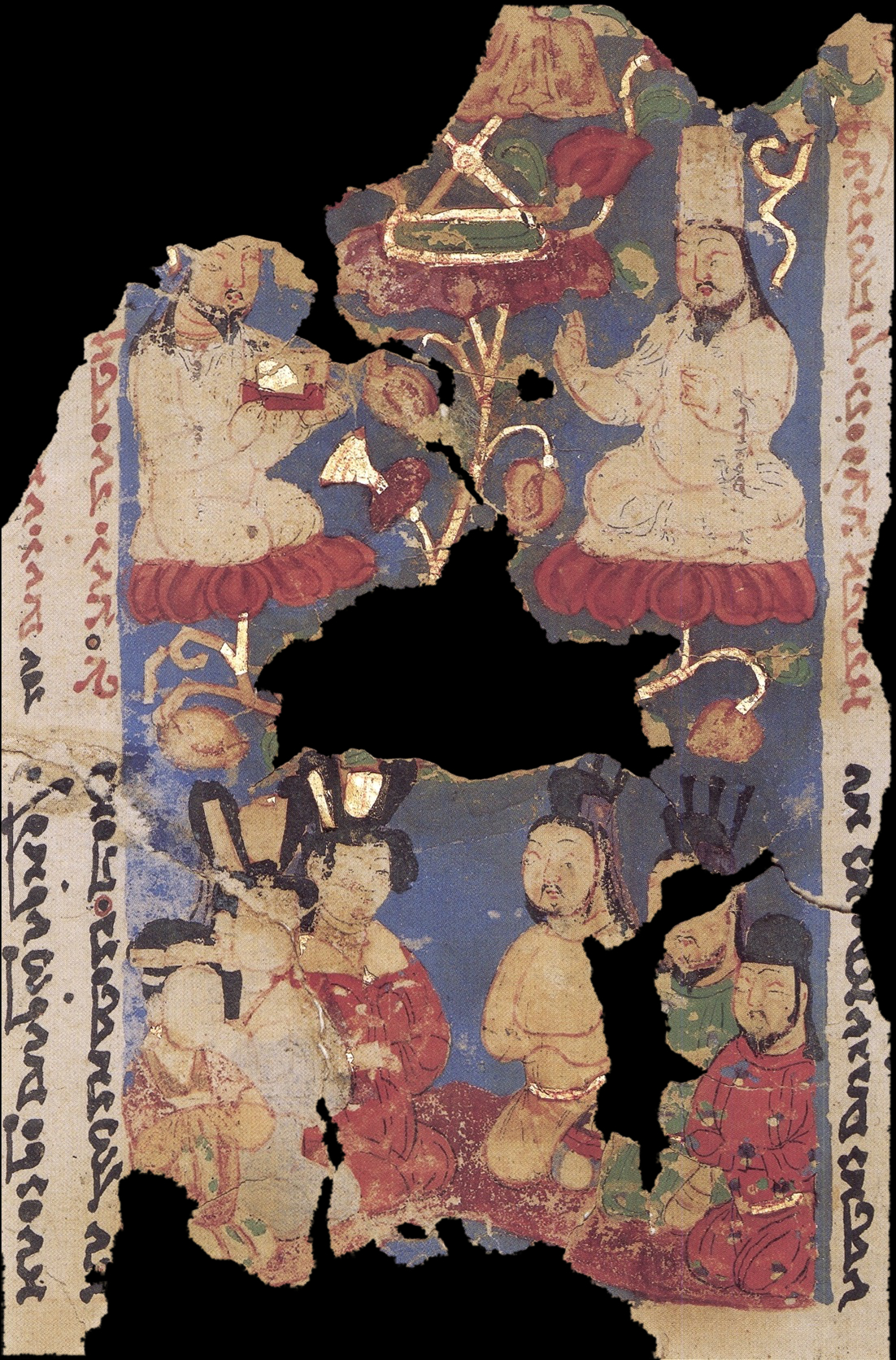
摩尼教抄本殘頁「MIK III 8259」正面插圖
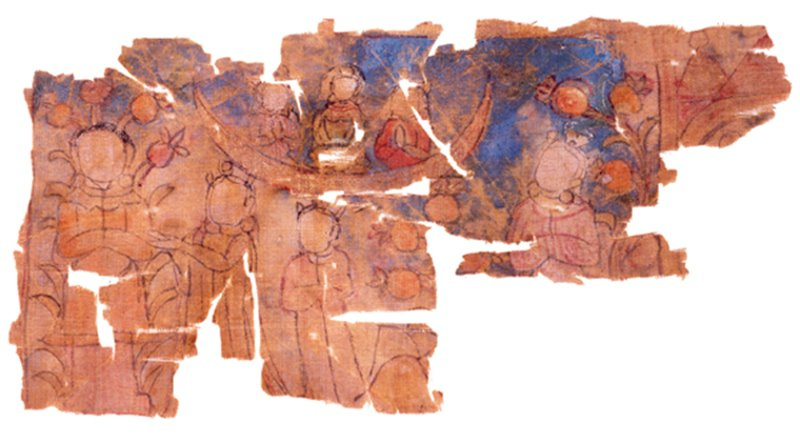
摩尼教絹畫殘片「MIK III 6278」
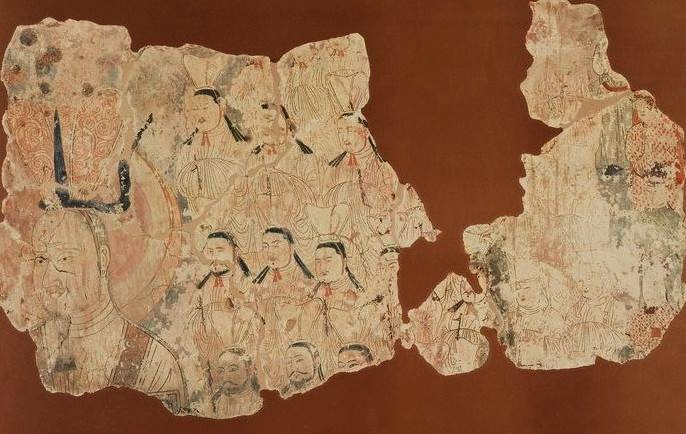
摩尼教壁畫殘片「MIK III 6918」